# سلوان سكوير (محطة مترو أنفاق لندن)
سلوان سكوير (بالإنجليزية: Sloane Square)‏ هي إحدى محطات مترو أنفاق لندن. تقع على خط ديستريكت وسيركيل أفتتحت في المنطقة (Zone) رقم 1 أفتتحت في 24 ديسمبر 1868.